# Cinteteo
Cinteteo (en náhuatl, "dioses del maíz"), en la mitología mexica, son los dioses personificadores de las mazorcas del maíz, los dioses menores del maíz que aparecen coloreados y en procesión en el Códice Borbónico, subordinados a Cintéotl, el dios del maíz. Los dioses Cinteteo fueron creados por Quetzalcóatl, y son: Iztauhquicintéotl, deidad del maíz blanco, Cozauhquicintéotl, deidad del maíz amarillo, Tlatlauhquicintéotl, deidad del maíz rojo, Yayauhquicintéotl, deidad del maíz negro.